# تونی سانچز
تونی سانچز (انگلیسی: Toni Sánchez؛ زادهٔ ۷ فوریهٔ ۱۹۸۵) بازیکن فوتبال اهل اسپانیا است.
از باشگاه‌هایی که در آن بازی کرده‌است می‌توان به باشگاه فوتبال اوئسکا، باشگاه فوتبال رئال بتیس، و باشگاه فوتبال آلباسته بالومپیه اشاره کرد.